# Powrót (film 2015)
Powrót (ang. The Daughter) – australijski film z gatunku dramat z roku 2015 według scenariusza i w reżyserii Simona Stone’a. W głównej roli wystąpił Geoffrey Rush. W kinach w Polsce film pojawił się 18 marca 2016.

## Fabuła
Christian (Paul Schneider) powraca po wielu latach nieobecności w rodzinne strony. Przyjeżdża na ślub ojca (Geoffrey Rush) z młodszą o wiele lat kobietą. Podczas pobytu odnawia kontakt z Oliverem (Ewen Leslie), przyjacielem z dzieciństwa. Z czasem poznaje też jego najbliższych i w trakcie jednego ze spotkań odkrywa rodzinny sekret, długo skrywaną tajemnicę z przeszłości, która mogłaby wstrząsnąć całą okolicą. Staje przed dylematem – chronić najbliższych i rodzinę czy dążyć do prawdy?

## Główne role
Źródło:
- Geoffrey Rush jako Henry
- Sam Neill jako Walter
- Ewen Leslie jako Oliver
- Paul Schneider jako Christian
- Miranda Otto jako Charlotte
- Anna Torv jako Anna
- Odessa Young jako Hedvig